# Réaction de Bingel
En chimie des fullerènes, la réaction de Bingel est une réaction de cyclopropanation de fullerène, formant un méthanofullèrene. Elle fut décrite pour la première fois en 1993 par le chimiste allemand Carsten Bingel, avec pour réactifs un dérivé bromé du malonate de diéthyle en présence d'une base forte telle que l'hydrure de sodium ou le DBU. La réaction se déroule préférentiellement sur les liaisons doubles plus courtes à la jonctions de deux hexagones (liaisons 6-6), la force motrice étant le relâchement de la contrainte stérique.
La réaction est importante car elle permet d'introduire des extensions utiles aux sphères du fullerène. Ces extensions modifient leurs propriétés, par exemple la solubilité et le comportement électrochimique, et élargissent donc la gamme des applications techniques potentielles.

## Mécanisme réactionnel
Le mécanisme de cette réaction est le suivant : une base arrache le proton acide du malonate en générant un carbanion ou un énolate qui réagit avec la liaison double du fullerène déficiente en électrons par une addition nucléophile. Ceci génère à son tour un carbanion qui déplace le brome par une substitution nucléophile aliphatique dans une fermeture de cycle de cyclopropane intramoléculaire.  

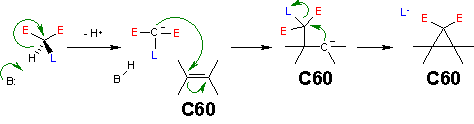
Mécanisme de la réaction de Bingel. E est un puissant groupe élctroattracteur, L un groupe partant.

## Champ d'application
La réaction de Bingel est une méthode populaire dans la chimie des fullerènes. Le malonate (fonctionnalisé avec l'atome d'halogène) est souvent produit in situ via un mélange de base et de tétrabromométhane ou d'iode. Il a également été observé que la réaction se produit en remplaçant les groupes ester par des groupes alcyne dans les dialcynylméthanofullerènes.

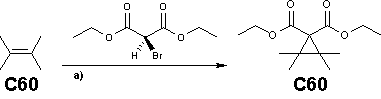
Réaction de Bingel d'un fullerène avec une ester malonique, avec a) de l'hydrure de sodium ou du DBU dans le toluène à température ambiante. Rendement de 45 %.

Une alternative à la réaction de Bingel est une réaction du fullerène au diazométhane. Les esters N-(diphénylméthylène)glyciniques réagissent dans la réaction de Bingel de façon proche mais toutefois différente, produisant des dihydropyrroles de fullerène .

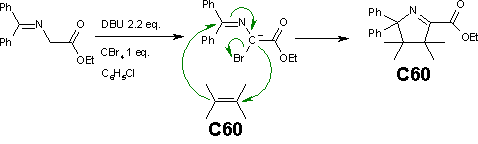
Réaction de Bingel avec le N-(diphénylméthylène)glycinate d'éthyle

## Réaction rétro-Bingel
Il existe des protocoles pour l'élimination du groupe méthano via une réduction électrolytique, ou l'action de magnésium amalgamé.